# コリアエクスプレスエア
コリアエクスプレスエア (朝: 코리아 익스프레스 에어, 英: Korea Express Air) は、韓国のコミューター航空の会社。

## 概要
韓瑞大学校の産学協力法人として"漢端宇宙航空"という名前で出発し、国内初のコミューター航空会社を標榜し、運航を開始した。2010年8月に一旦国内線の運航を停止し、金浦国際空港と金海国際空港から日本の対馬空港まで運航する国際路線のみ定期で運航していた。2012年5月3日から再び襄陽国際空港を発着する国内線3路線を運航開始した。
2017年5月23日、国土交通省から外国人国際航空運送事業の経営許可を受け、27日より国際定期便に就航する。
2019年10月　株主で共に民主党の国会議員からの指示により、その友人であるCOOが日本からの投資を断ったことにより事実上倒産状態なる。

## 歴史
- 2005年 : 設立。
- 2009年 : コリアエクスプレスエアに改名。
  - 7月27日 - 8月末：大邱 - 対馬線のチャーター便運航。
  - 8月15日 - 9月13日 : ソウル/金浦 - 襄陽、釜山 - 襄陽線試験運行。
  - 9月5日：釜山 - 対馬線就航
  - 9月10日 : ソウル/金浦 - 襄陽、釜山 - 襄路線を正式就航。
  - 10月5日 : ソウル/金浦 - 対馬線正式就航。
- 2010年6月1日　: ソウル/金浦 - 襄陽線廃止。
  - 7月1日 ： ソウル/金浦 - 襄陽線運航再開。
  - 8月1日 : すべての国内線路線を廃止。
- 2011年10月11日 - 11月10日 : 泗川 - 済州間週3回就航。
- 2012年5月3日 : 襄陽 - ソウル/金浦、釜山、光州線就航
  - 9月25日：襄陽 - ソウル/金浦線廃止。
- 2015年2月28日：襄陽 - 釜山、光州線無期限運休。
- 2016年2月4日：ERJ 145を導入し、襄陽 - 釜山線運行再開。
  - 12月1日：襄陽 - 北九州線就航（定期チャーター便）
- 2017年10月13日：務安 - 鳥取、北九州線就航（定期チャーター便）
- 2018年1月5日 : 務安 - 南紀白浜空港線 (チャーター便)
  - 5月27日 : 襄陽 - 北九州、務安 - 北九州線を定期便化[2][3]
- 2019年4月 : 元エアフィリップ日本総代理店と日本地区総支社の契約を結び、エアフィリップ4号機目のERJ145LRをコリアエクスプレスエアに移籍させ、出雲空港就航を目指す。
  - 6月6日：金浦 - 出雲線（定期チャーター便）
  - 7月：金浦 - 松本線は、韓国側代理店が売り上げ金を入金せずに倒産した為に休止。金浦 - 出雲線は、乗務員不足により休止。[要出典]
  - 8月 : 従業員の給料が3か月遅配。また、負債が約150億ウォンあることが判明し、事実上倒産状態になった。また、北九州空港やチェジュ空港の使用料やハンドリング費用の未払いも判明し、チェジュ空港のハンドリング会社から契約を解除され、未払い請求を起こされる。従業員の大半はエアフィリップとエアポハン出身者が設立した新規コミューターエアラインのハイエアに移籍した。[要出典]
  - 10月 : 倒産状態。[要出典]
  - 12月28日 全便運航停止。[4]
- 2020年1月10日 : 国内の投資家に経営権を売却する。
  - 2月18日 : エアフィリップから移籍してきた3号機(HL8358)をリース料滞納の為、リース会社に返却。
  - 2月21日 : 襄陽～済州間 運航再開予定をしていたが、費用不足の為運航再開の目処がたたない状態になる。[5]
  - 3月31日 : AOC失効予定。

## 就航路線
- 襄陽 - 釜山 (週7往復)、済州 (週7往復)
- 襄陽 - 北九州 (週3往復)
- 務安 - 北九州 (週3往復)

チャーター便
- 務安 - 鳥取 (週3往復)
- 務安 - 南紀白浜 (週3往復)

定期チャーター便
- 金浦 - 松本 (週3往復)
- 金浦 - 出雲 (週3往復)

## 保有機材
- エンブラエル ERJ 145 （50席） 2機

2020年3月現在

## 退役機材
- ビーチクラフト 1900D（18席） 2機